# Bjelotići
Bjelotići (cyr. Бјелотићи) – wieś w Serbii, w okręgu zlatiborskim, w mieście Užice. W 2011 roku liczyła 185 mieszkańców.